# 伊東祐立
伊東 祐立（いとう すけはる）は、室町時代の武士。日向伊東氏5代（伊東氏10代）当主。都於郡城主。
父・伊東祐安に従って日向国守護の島津氏の度重なる攻勢に対抗した。応永20年（1413年）、島津氏との戦いで日向曽井城（現在の宮崎県宮崎市恒久）に籠城して抗戦し、島津方の樺山教宗・北郷知久を破り撤退させた。
応永32年（1425年）、姉婿・島津久豊が没すと、守護を継承した島津忠国と親交を深めるため鹿児島に赴くが、宴席で祐立の毒殺の企てがあり、これは主膳役の密告によって辛くも脱出した。応永34年（1427年）、父の隠居に伴い家督を相続。
永享6年（1434年）、父・祐安が死去すると、またしても島津氏の攻撃を受けるが、妻の実家である土持氏の助力もあり辛うじて防戦し、和睦に至った。これにて島津氏の脅威は一旦終わり、伊東氏は約50年間に渡る勢力拡大期に入った。
文安元年（1444年）、上洛途中の播磨国疣河(いぼかわ)の渡しで落馬死。享年58。
家督は子の祐堯が継いだが、系図の混乱もありはっきりしない（一説によれば、間に祐武という男子がおり、その子（すなわち祐立の孫）が祐堯であったともされる）。